# 蘇法南
蘇法南（Fernando Sucre）由Amaury Nolasco飾演，是美國電視連續劇《逃》的主角之一。他從該劇的首集中出場，為主角施米高的獄友。
蘇法南為波多黎各裔人，於芝加哥長大。母親瑪利亞將他帶到紐約州一個親戚居住。在那裡，他找到一份倉庫的工作和有女友Maricruz Delgado。

## 出場
蘇法南於首季以主角身份出場。他除了在六個單元（包括：《第一下》、《發現》、《約翰·杜爾》、《芝加哥》、《指導》和《陽光州》）之外，每一個單元他也有出場。

## 外部連結
- 蘇法南資料（页面存档备份，存于） 於霍士網